# Gabe Kling
Pour les articles homonymes, voir Kling.
Gabe Kling est un surfeur professionnel américain né le 18 août 1980 à Saint Augustine, Floride.

## Biographie
Né et élevé dans la vieille ville américaine de Saint Augustine, en Floride, il rejoint les autres surfeurs de l'élite, y compris Kelly Slater, C.J. et Damien Hobgood au sein du team de la côte Atlantique.
Il intègre le WCT en 2007, mais sa 43e place ne lui permet pas de se maintenir. Il retrouve sa place dans l'élite en 2009 grâce à sa 4e place au WQS 2008. Mais après une épreuve il se blesse (il est absent pour les 5 épreuves suivantes au moins).

## Palmarès

### Titres
Aucun

### Victoires
- 2010 : 6.0 Nike Lowers Pro, Trestles, California, USA
- 2007 : Yumeya Billabong Pro Tahara, Akabane Beach, Tahara, Japon (WQS)
- 2000 : Gotcha/Dan Heritage Memorial Pro, Sea Isle City, New Jersey (WQS)

### Sa saison 2009 ASP World Tour
2009 est sa  2e année dans l'ASP World Tour
| Date                      | Compétition                   | place | points |
| ------------------------- | ----------------------------- | ----- | ------ |
| 28 février-11 mars        | Quiksilver Pro                | 33    | 225    |
| 7 avril-19 avril          | Rip Curl Pro Surf             | Inj   | 225    |
| 9 mai-20 mai              | Billabong Pro Teahupoo        | Inj   | 225    |
| 27 juin-5 juillet         | Hang Loose Santa Catarina Pro | Inj   | 225    |
| 9 juillet-19 juillet      | Billabong Pro Jeffreys        | Inj   | 225    |
| 11 septembre-20 septembre | Hurley Pro 2009               | Inj   | 225    |
| 23 septembre-4 octobre    | Quiksilver Pro France         | Inj   | 225    |
| 5 octobre-17 octobre      | Billabong Pro                 | Inj   | 225    |
| 19 octobre-28 octobre     | Rip Curl Pro Search           | Inj   | 225    |
| 8 décembre-20 décembre    | Billabong Pipeline Masters    | Inj   | 225    |
|                           | classement provisoire         | 45    | 925    |

Non-requalifié pour l'ASP World Tour 2010 décide d'arrêter sa carrière.

## Sources et références
1. ↑  (en) Interview à propos de sa blessure